# 古義学
古義学（こぎがく、別称：堀川学派（ほりかわがくは））とは、江戸時代の儒学の流派の一つである。

## 解説
古義学は、江戸時代当時盛んであった朱子学や陽明学による解釈を離れ、儒教が生まれた古代中国の聖賢の原典（『論語』『孟子』など）にたちかえり、本来の思想を理解することを主張した古学派の一派であり、朱子学以前の「古い意義」を研究する学派である。
門人は3000人といわれ、公家や諸侯、庶民など幅広い身分で飛騨、佐渡、壱岐の3州を除く国から集った。
常陸国水戸藩の『大日本史』編纂関係者も多い。江戸中期の最盛期には全国儒者の過半数を占めていた言われている。
資料批判や礼楽制度の歴史的研究は、後世に多大な影響を与えた。

## 開かれた経緯
古義学派の開祖である伊藤仁斎は、初め朱子学を奉じたが、それは形而上学的思弁に支えられた静止的人生観ととらえていた。その朱子学への批判を通して独自の思想が形成された。

## 主な門人
- 伊藤仁斎
- 伊藤東涯
- 伊東梅宇
- 伊藤介亭
- 伊藤竹里
- 伊藤蘭嵎
- 並河天民
- 中江岷山
- 北村篤所
- 穂積以貫
- 小河立所

などがいる。仁斎の5人の子を伊藤の五蔵という。この中でも東涯、蘭嵎が特に著名であったのでこれを伊藤の首尾蔵という。
また天民は仁斎に負いつつも一家の見を立てて京都に塾を構え、仁斎没後は東涯と対峙して、古学派の門人を2分する勢力をなした。
中江岷山は大坂で仁斎の説を宣揚することを任とし、浅見絅斎や三宅尚斎らを論駁した。

## 堀川学派の名前の由来
伊藤仁斎、伊藤東涯父子が京都堀川にある仁斎の生家を私塾として古義堂を開設したため、この名がある。また京都で開かれたため、京都上層町人や公家との関係が深い。